# 有為エンジェル
有為 エンジェル（うい エンジェル、1948年6月9日 - ）は、日本の小説家。初期の筆名は「有爲エィンジェル」。

## 人物・来歴
岩手県出身。本名・千田有為子。東京都立千歳丘高等学校中退。「ちだ・うい」名義でハプニング・アートを行い、三島由紀夫暗殺計画を吹聴した。
イベントの企画、テレビレポーター、英国でのレストラン経営などを経て1981年帰国後、創作を始める。1982年「前奏曲」で第5回群像新人長篇小説賞受賞、1990年「踊ろう、マヤ」で第104回芥川賞候補、第19回泉鏡花文学賞受賞。

## 著書
- 『前奏曲』有爲エィンジェル 講談社 1983.3
- 『奇跡』有爲エィンジェル 講談社 1984.4
- 『姫子・イン・ロンドン』有爲エィンジェル 中央公論社 1987.1
- 『姫子・イン・バリ』有爲エィンジェル 中央公論社 1987.12
- 『ロンドンの夏は素敵』有爲エィンジェル 1989.2 (角川文庫)
- 『踊ろう、マヤ 』講談社 1990.11 のち文庫
- 『赤と青の殺意』光文社カッパ・ノベルス)1991
- 『神の子の接吻』角川書店 1994.9
- 『母子で旅したゆるやかなインド』マガジンハウス 1999.1

翻訳
- J・クリシュナムルティ『恐怖なしに生きる』平河出版社 1997.1